# ستانلي شكسبير
ستانلي شكسبير (بالإنجليزية: Stanley Shakespeare)‏ هو لاعب كرة قدم أمريكية أمريكي، ولد في 5 فبراير 1963 في أوبورن في الولايات المتحدة، وتوفي في 26 أبريل 2005 في جوبيتر في الولايات المتحدة بسبب غرق.

## وصلات خارجية
- ستانلي شكسبير على موقع مرجع كرة القدم المحترفة.كوم (الإنجليزية)
- ستانلي شكسبير على موقع JustSportsStats.com (الإنجليزية)
- ستانلي شكسبير على موقع كلية كرة القدم في سبورتس رفرنس.كوم (الإنجليزية)